# Lomanella raniceps
Lomanella raniceps is een hooiwagen uit de familie Triaenonychidae.